# Sardara
Sardara é uma comuna italiana da região da Sardenha, na província da Sardenha do Sul, com cerca de 4.350 habitantes. Estende-se por uma área de 56 km², tendo uma densidade populacional de 78 hab/km². Faz fronteira com Collinas, Mogoro (OR), Pabillonis, San Gavino Monreale, Sanluri, Villanovaforru.

## Demografia
| Variação demográfica do município entre 1861 e 2011                               |
|                                                                                   |
| Fonte: Istituto Nazionale di Statistica (ISTAT) - Elaboração gráfica da Wikipedia |